# Trăsniții din Queens

actorii principali

Trăsniții din Queens (engleză The King of Queens) este un sitcom american care a durat nouă sezoane, din 1998 până în 2007 pe CBS.
Serialul a fost produs de  Hanley Productions și CBS Productions (1998–2006), CBS Paramount Television (2007) în asociație cu, Columbia TriStar Television (1998–2002) și Sony Pictures Television (2002–2007). A fost filmat la Sony Pictures Studios în Culver City, California, SUA.
După finalul serialului filmat pe 14 mai 2007, Trăsniții din Queens a devenit ultimul sitcom american cu acțiune în direct care a început în anii '90.

## Intriga
Doug și Carrie Heffernan (Kevin James și Leah Remini) împart casa de pe Strada  Aberdeen 3121 în Parcul Rego, Queens, NY și cu tatăl lui Carrie Arthur Spooner (Jerry Stiller).
Doug, lucrează ca șofer de livrări pentru International Parcel Service (IPS), cel mai mult timp petrecându-l acasă alături de soția sa Carrie. Carrie lucrează ca secretară la o firmă de avocatură din mijlocul Manhattan-ului, iar mai târziu pentru o firmă de avocatură care se ocupă de imobiliare. Acest lucru este complicat de Arthur, care poate fi destul de o enervant, astfel încât aceștia au angajat o fată care plimbă câini, Holly (Nicole Sullivan), să se plimbe cu el atunci când iese cu câinii prin parcul local.
Doug mai petrece o parte a timpului liber alături de prietenii săi: Deacon Palmer (Victor Williams), Spence Olchin (Patton Oswalt), Richie Iannucci (Larry Romano) și Danny Heffernan (Gary Valentine). Prietenul său Spence iubește Star Trek și nu este foarte priceput în privința femeilor. Deacon Palmer este cel mai bun prieten și coleg al lui Doug, iar adeseori este văzut alături de Doug, lucrând pentru IPS. Danny este vărul lui Doug pe care la început acesta nu-l putea suferi, dar acum au început să se înțeleagă. Richie este pompier și, spre deosebire de Spence, are un succes fantastic la femei. Gașca petrece uneori timpul liber la Cooper's Ale House în Glendale.
Spectacolul uneori se învârte în jurul lui Doug sau Carrie (uneori ambii) sau în unele cazuri a treia persoană, Arthur, Deacon sau Holly care sunt țintele tipice. Cu toate acestea, există cazuri în care una din cele două, sau ambele, sunt inspirate la  fapte bune (cum ar fi donații de caritate sau pentru a ajuta o persoană în a găsi un loc de muncă), sau de a face ceva benefic pentru ei (cum ar fi renovarea unei case, sau a investi în piața de valori. Ei (de obicei, Doug) vor lucra de mântuială aceste treburi, determinăndu-l pe unul dintre ei  (de obicei Doug) să intre în panică și să saboteze situația cu umor, sau unul dintre ei (de obicei Carrie) se va supăra pentru nerecunoașterea meritelor. Situația pe parcursul unui episod stagnează până la finalul acestuia.
Față de sitcomurie tradiționale, conflictul central a multor episoade este lăsat nerezolvat la final. 
În majoritatea episoadelor acțiunea are loc acasă la Heffernani sau în vehicolul lui Doug de la livrări, alături de colegii săi de muncă (străzile care apar filmate sunt din New York, în timp ce spectacolul a fost înregistrat în California).

## Nominalizări
Premiile Emmy:
- Premiul pentru cel mai bun actor într-o comedie Kevin James (2006)

Image Awards:
- Premiul pentru cel mai bun actor secundar într-o comedie Victor Williams  (2007)

People's Choice Awards:
- Comedia TV Favorită (2007)
- Comedia TV Favorită (2008)

## Difuzări
| - Albania: King of Queens (Vizion +) - Australia: The King of Queens (111 Hits, Nine Network) - Austria: King of Queens (ATV) - Brazilia: The King of Queens (SET) - Canada: The King of Queens (Omni Television) - Croația: Kralj Queensa (Nova TV) - Danemarca: Kongen af Queens (TV 2, TV 2 Zulu) - Finlanda: Kellarin kunkku (Nelonen) - Franța: Un Gars du Queens (Comédie!) - Germania: King of Queens (kabel eins, TNT Serie) - Grecia: Ο Βασιλιάς του Κουήνς (Alpha TV) - Ungaria: Férjek gyöngye (Viasat 3) - India: The King of Queens (Star World) - Irlanda: The King of Queens (RTÉ Two) - Islanda: The King of Queens and Kóngur Queens (Skjár 1) - Israel: מלך השכונה (HOT3, Yes stars 3) | - Italia: King of Queens (Comedy Central) - Țările de Jos: The King of Queens (RTL 5) - Norvegia: Kongen av Queens (TV3, TV 2) - Filipine: The King of Queens (Maxxx) - Polonia: Diabli Nadali (Polsat, Comedy Central, TVN7) - Portugalia: O Rei do Bairro (TVI); Eu, Ela e o Pai (SIC Radical, SIC Mulher) - România: Trăsniții din Queens (TVR2); și (Comedy Central România) - Spania: El Rey de Queens (La Sexta) - Suedia: Kung av Queens (TV4) - Elveția: King of Queens (SF zwei) - Turcia: Kuins'in Kralı (CNBC-e) - Regatul Unit: The King of Queens (Comedy Central UK, Channel 4) - Statele Unite ale Americii: The King of Queens (TBS, various local stations) |